# Platystictidae
Famille
Les Platystictidae sont une famille de libellules du sous-ordre des Zygoptères (ordre des Odonates). Ces demoiselles ressemblent à celles de la famille des Protoneuridae. La plupart d'entre elles se rencontrent en Asie, en Amérique centrale et en Amérique du Sud.

## Liste des genres
Selon BioLib (8 mars 2021) :
- genre Ceylonosticta Fraser, 1933
- genre Drepanosticta Laidlaw, 1917
- genre Indosticta Bedjanic, 2016
- genre Palaemnema Selys, 1860
- genre Platysticta Selys, 1860
- genre Protosticta Selys, 1885
- genre Sinosticta Wilson, 1997
- genre Sulcosticta van Tol, 2005
- genre Telosticta Dow & Orr, 2012
- genre Yunnanosticta Dow & Zhang, 2018